# Gangboord

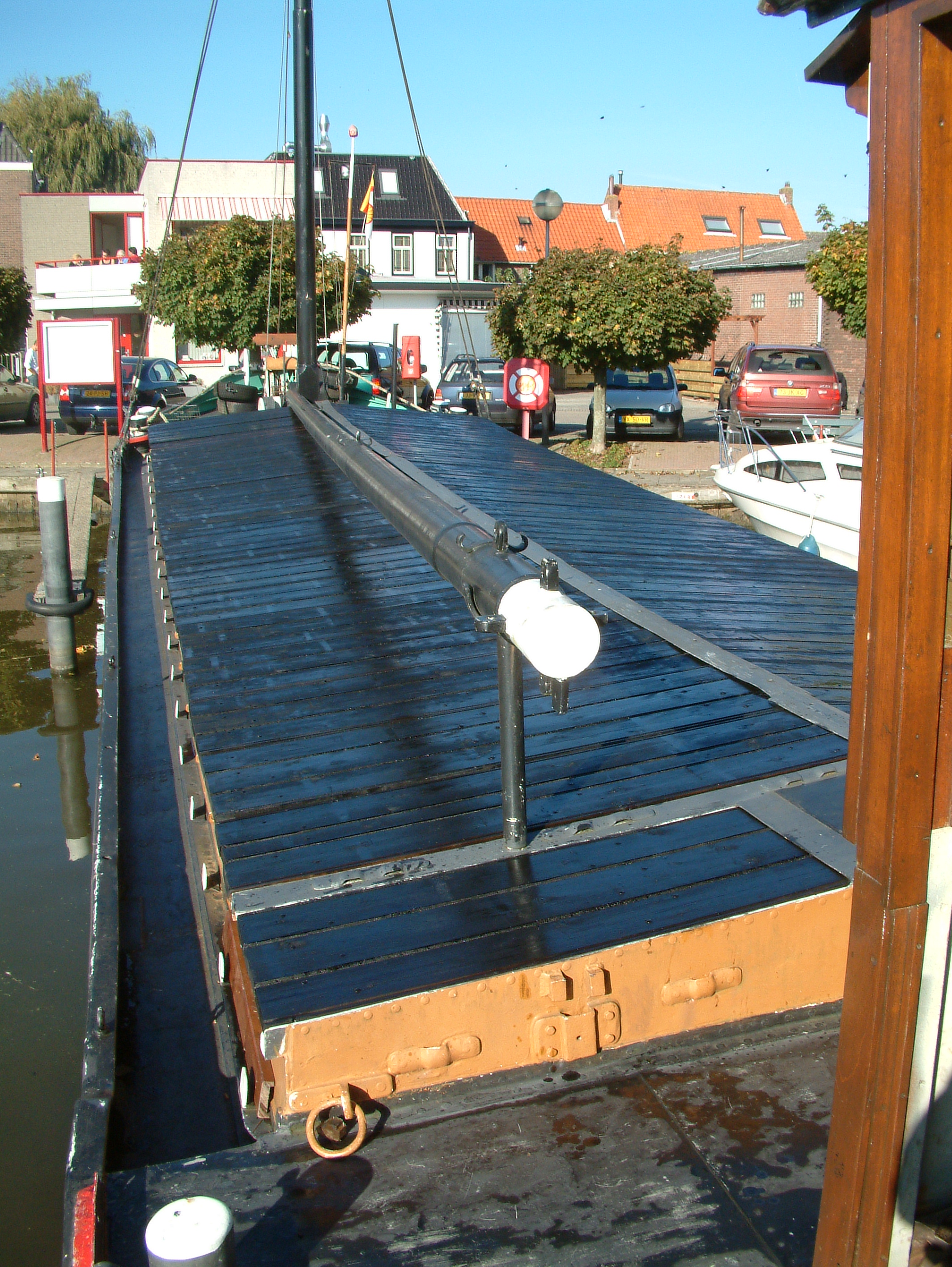
Het gangboord van een varend monument

Het gangboord is een dek dat gebruikt wordt als looppad, en ligt tussen de binnenkant van het boeisel en het laadruim, bij binnenschepen de dennenboom. Het gangboord loopt  bij binnenschepen door langs de roef. Bij zeeschepen loopt het door langs het dekhuis. In beide gevallen langs de gehele buitenkant van het schip. Friezen spreken van een warring.
Varende monumenten hebben in de meeste gevallen naar huidige maatstaven een te smal gangboord. De vrije breedte van het gangboord moet ten minste 0,60 m bedragen. Gangboorden van dergelijke schepen zijn vaak slechts 30 tot 55 cm breed. De Europese standaard tot vaststelling van de technische voorschriften voor binnenschepen ES-TRIN heeft de mogelijkheid opengehouden om toch met dit soort schepen te kunnen blijven varen, zolang het geen "klaarblijkelijk gevaar" oplevert. 